# Mebuki Suzuki
Mebuki Suzuki (japanisch 鈴木 芽吹; * 3. Juni 2001 in Atami) ist ein japanischer Leichtathlet, der sich auf den Langstreckenlauf spezialisiert hat.

## Sportliche Laufbahn
Erste Erfahrungen bei internationalen Meisterschaften sammelte Mebuki Suzuki im Jahr 2025, als er bei den Asienmeisterschaften in Gumi in 28:43,84 min die Silbermedaille im 10.000-Meter-Lauf hinter dem Inder Gulveer Singh gewann.
2025 wurde Suzuki japanischer Meister im 10.000-Meter-Lauf.

## Persönliche Bestzeiten
- 5000 Meter: 13:13,80 min, 28. September 2024 in Niigata
- 10.000 Meter: 27:20,33 min, 23. November 2024 in Hachiōji